# Microsoft Most Valuable Professional

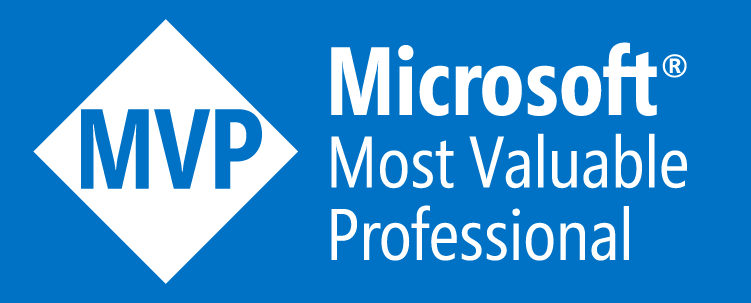
Logo MVP

Most Valuable Professional (w skrócie MVP) – tytuł nadawany przez Microsoft dla aktywnych członków społeczności skupiających się wokół wszelkiego rodzaju technicznych portali internetowych, grupach dyskusyjnych, blogów o tematyce informatycznej, usenetu oraz grup spotykających się w celu wymiany doświadczeń związanych z informatyką.

## Historia programu
Program MVP powstał na początku lat 90. wokół forum CompuServe Information Service. Następnie w roku 1996 przeniósł się na forum techniczne grupy dyskusyjne, by w końcu w roku 1999 przekształcić się w projekt niezwiązany z pomocą w konkretnym miejscu w sieci i tak jest do tej pory.

## Opis programu
Zgodnie z harmonogramem nagroda przyznawana jest na okres jednego roku, 4 razy do roku w cyklach kwartalnych: nominacje przypadają na początek stycznia, kwietnia, lipca i października. Kategorii w jakich jest przyznawana jest bardzo dużo i praktycznie każdy produkt i technologia firmy Microsoft jest objęty programem.

Kilka faktów:
- Występuje w ponad 90 krajach

- Dostępny w prawie 40 językach

- Odpowiedzi na ponad 10 milionów pytań rocznie

- Dzielenie się doświadczeniem w około 90 technologii firmy Microsoft

## Proces nominacji
Potencjalni MVP są nominowani przez obecnych MVP którzy zauważyli ich gotowość i zdolność do pomagania innym w pełni wykorzystać technologię Microsoft.

Gotowa lista osób z danego kraju jest weryfikowana na poziomie regionu, a następnie trafia do centrali firmy Microsoft, gdzie podejmowana jest ostateczna decyzja o przyznaniu tytułu.

Zarząd rekrutacyjny, który zawiera członków zespołu Microsoft MVP i grup użytkowników produktów oceniają każdego kandydata na podstawie wiedzy technicznej i dobrowolnej pomocy społeczności w ciągu ostatnich 12 miesięcy. Zespół uwzględnia jakość, ilość i stopień wpływu pomocy nominowanego MVP. 

Analogiczny proces weryfikacyjny przechodzą osoby, które tytuł MVP już posiadają.

## Korzyści z bycia MVP
Potwierdzenie otrzymania nominacji do tytułu przychodzi w postaci e-maila, który jest zaproszeniem do projektu. Odpowiadając na niego, decydujemy się przystąpić do programu.
Po akceptacji otrzymujemy dyplom i "starter pack", lecz jego zawartość zmienia się co roku i ma on być niespodzianką dla nagrodzonego. Zawiera też papierowy kontrakt NDA, jaki zawiera się z firmą Microsoft — umowa umożliwia dostęp do wielu treści zarezerwowanych tylko dla wąskiego kręgu odbiorców.
Jedną z nich jest dostęp do zamkniętej grupy dyskusyjnej, na której można spotkać wielu specjalistów z każdej technologii Microsoft, inną jest dostęp do grup produktowych pracujących nad programami i systemami, jakie oferuje Microsoft.
MVP otrzymują również dostęp do pełnego kodu źródłowego systemów Windows.
Raz do roku, w siedzibie Microsoft w Redmond organizowany jest MVP Global Summit — międzynarodowa konferencja, na którą biletem wstępu jest właśnie tytuł MVP. Od czasu do czasu organizowane są również regionalne zjazdy dla MVP.
Lista korzyści ulega okresowym zmianom. Przykładowo, niedostępna jest już biblioteka online dla książek MS Press czy zakupy w eCompany Store.

## MVP w Polsce
Dla Polski regionalnym opiekunem (MVP lead) jest Martin Tatar. Opiekuje się on MVP z całego regionu Europy Środkowo-Wschodniej.
Polska uczestniczy w programie od 2004 roku, kiedy to w styczniu nominowano do tytułu 8 osób.